# Леда та лебідь (Мікеланджело)
«Леда та лебідь» (італ. Leda e il cigno) — це втрачена картина Мікеланджело темперою на дерев'яній основі, створена в 1530 році; яка збереглася лише в копіях і варіантах. У творі зображено сцену із грецького міфу про «Леду та лебедя».

## Історія

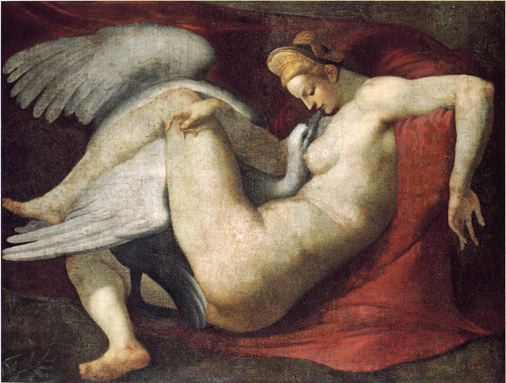
Копія «Леда та лебідь» Мікеланджело. Авторство приписують Россо Фйорентіно (Національна галерея, Лондон)

1512 року Альфонсо I д'Есте, герцог Феррарський, вирушив до Риму, щоб примиритися з папою Юлієм II, який відлучив його від церкви влітку 1510 року за союз із королем Франції Людовиком XII проти Венеційської республіки. Юлій пробачив його, і Альфонсо провів кілька днів у Римі, перш ніж повернутися до Феррари. 11 липня він відвідав Сікстинську капелу, де Мікеланджело завершував стелю. Він піднявся на риштування і мав довгу та захоплену розмову з Мікеланджело, який пообіцяв йому картину.
Замовлення не оформили офіційно аж до 1529 року, коли Мікеланджело мусив відвідати Феррару, щоб оглянути її міські стіни як «генерал-губернатор укріплень» Флорентійської республіки, готової до очікуваної імперської облоги. Тоді герцог нагадав про обіцянку Мікеланджело, і, згідно зі свідченнями Кондіві та Вазарі, митець створив роботу, повернувшись до Флоренції в серпні 1530 року, після падіння міста, можливо, використавши той час, який йому довелося переховуватися. Це була квадратна робота темперою, яка представляла Зевса (Юпітера) у вигляді лебедя, що кохається з Ледою, що лежить (на основі композиції з давньоримських гем і печаток), яйце, а також Кастора і Поллукса як дітей.
Картина була завершена до середини жовтня 1530 року, але посланець Альфонсо назвав її «дрібницею», тож Мікеланджело відмовився віддати роботу. Її та деякі підготовчі малюнки придбав пізніше (чи отримав у подарунок) Антоніо Міні, який і привіз їх до Франції в 1531 році. У 1533 році він продав картину Франциску I, який пізніше відправив її до палацу Фонтенбло. Подальша доля картини невідома: можливо її спалив міністр короля Людовика XIII, М. Денуайє (фр. M. Desnoyers), за непристойність, хоча є ймовірність, що наказ не виконали — близько 1740 року її бачив у поганому стані колекціонер П'єр-Жан Марієтт, за свідченнями якого картину відреставрував другорядний художник, і її відправили до Англії.

## Ідея

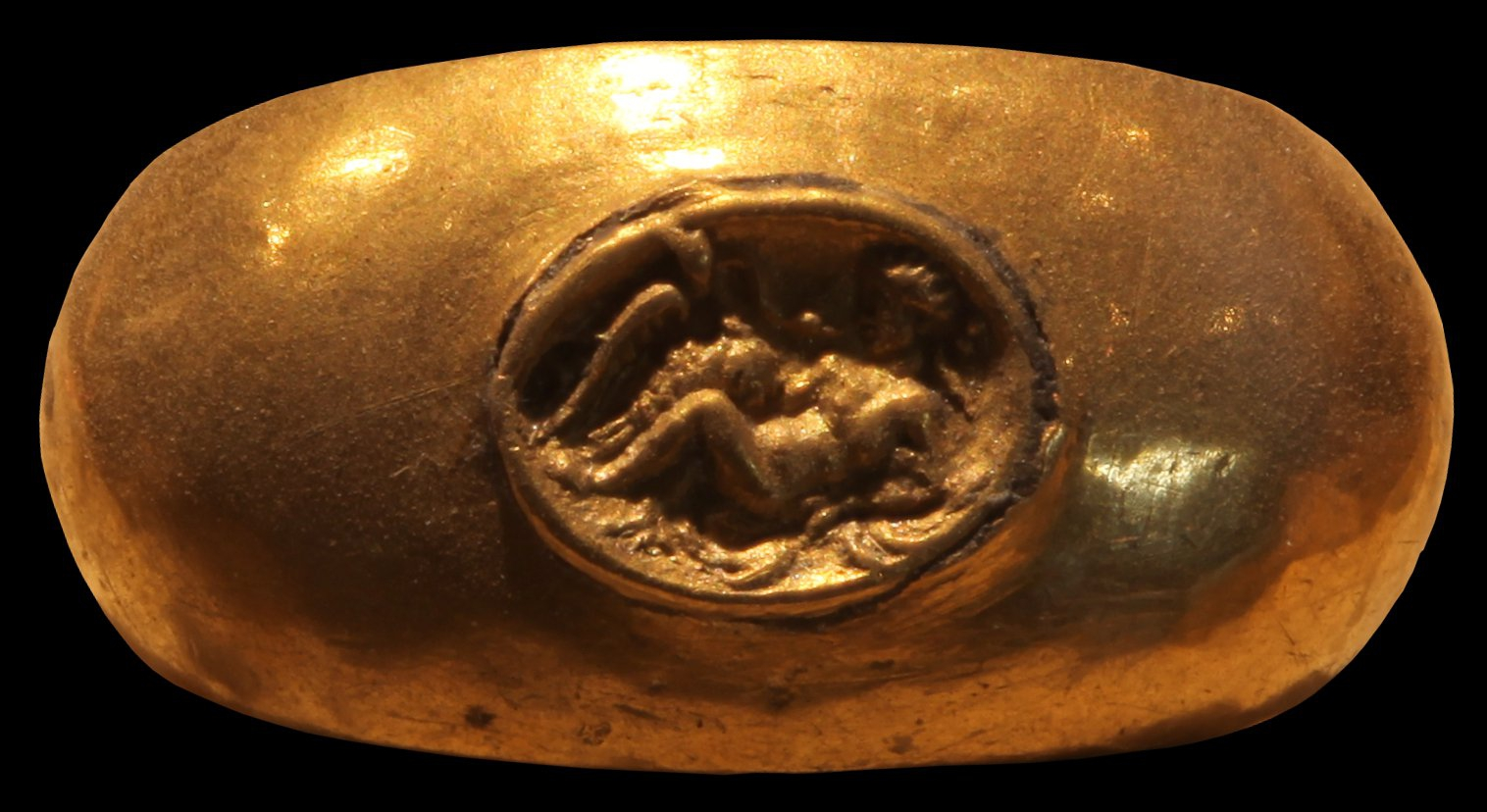
Римський перстень із сценою «Леда та лебідь»

На думку британського мистецтвознавця Джона Поуп-Геннессі, поза статуї «Ніч» (1526—1531), однієї із алегорій композиції надгробку Джуліано Медічі у капелі Медічі, походить із того ж римського саркофага, що й композиція «Леди та лебедя», і хоча сам саркофаг не зберігся, його задокументував малюнок XVI століття.
За Джоном Аддінґтоном Сімондзом, британським істориком культури, Мікеланджело не цікавився концепціями пристойності чи моральності, йому було цікаво «(…) схопити центральний момент ситуації та підкреслити його значення за допомогою невичерпних засобів, якими він володів, щоб надати ідеї виразну форму»:
|  | Якщо проста непристойність могла виправдати Денуайє в його спробі знищити шедевр, ця картина заслуговувала на свою долю. Вона зображувала акт злягання між лебедем і жінкою; і хоча ми не можемо вважати Мікеланджело відповідальним за огидний вираз обличчя Леди, який відносить мармур Барджелло до порнографічних творів мистецтва, немає підстав припускати, що загальна схема його концепції була відкинена у зроблених з нього[твору] копій Оригінальний текст (англ.) If mere indecency could justify Desnoyers in his attempt to destroy a masterpiece, this picture deserved its fate. It represented the act of coition between a swan and a woman; and though we cannot hold Michelangelo responsible for the repulsive expression in the face of Leda, which relegates the marble of the Bargello to a place among pornographic works of art, there is no reason to suppose that the general scheme of his conception was abandoned in the copies made of it |

## Копії
Найраніша відома копія була зроблена Бенедетто Бене (італ. Benedetto Bene) у Ліоні, 1532 року. Її доля невідома.
Найвідоміша копія картини приписується Россо Фйорентіно та висить у Національній галереї в Лондоні, а інші — у Галереї старих майстрів (Дрезден), Берлінській картинній галереї і Музеї Коррер у Венеції. Музей Каза Буонарроті у Флоренції зберігає не тільки копію, але й підготовчий малюнок етюдів для голови Леди, який, як вважають дослідники, належить Мікеланджело. Є кілька відбитків, що копіюють цю роботу, найточнішою з яких вважається картина Ніколя Беатрізе, на якій також зображені Кастор і Поллукс.

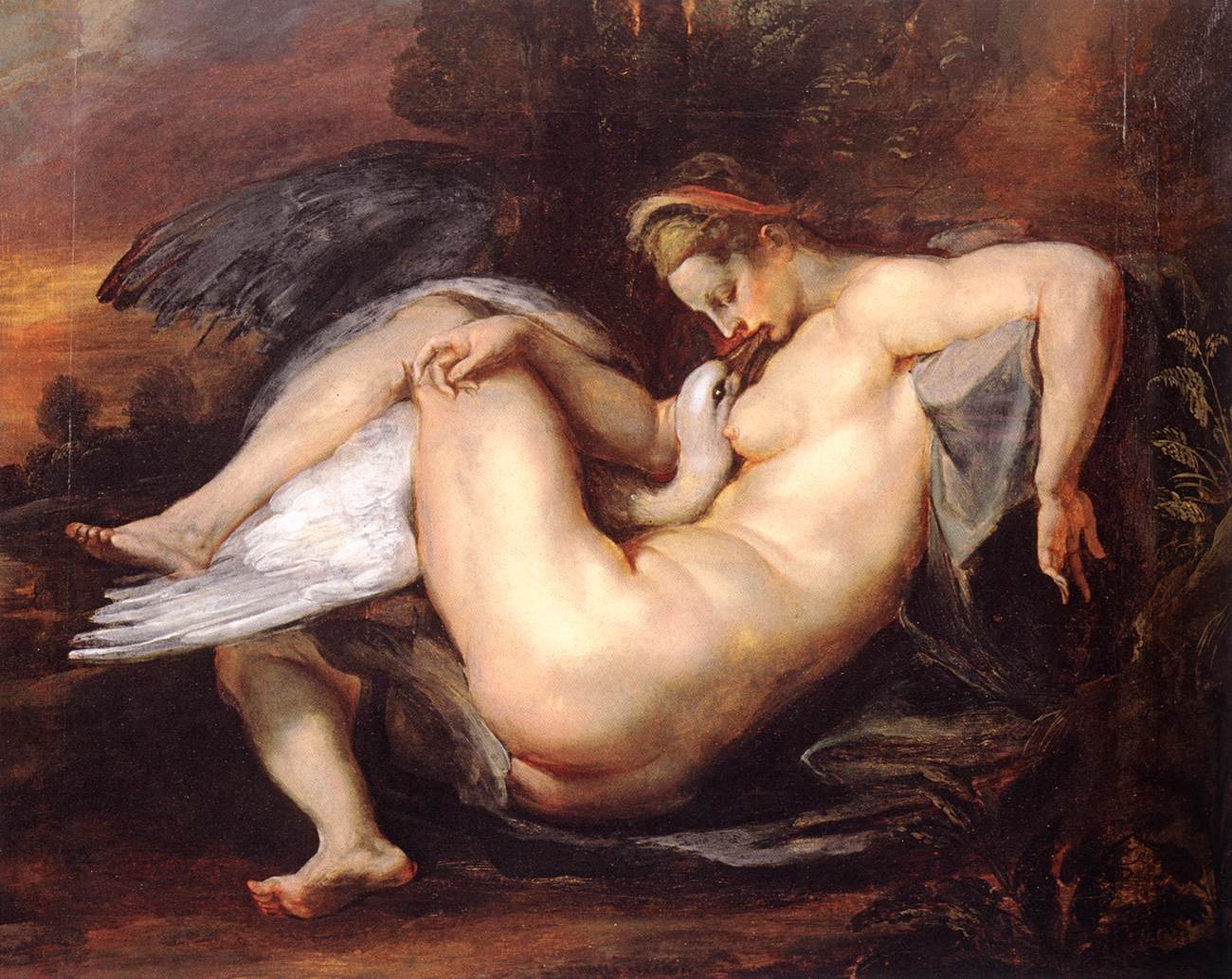
«Леда та лебідь». Пітер Пауль Рубенс
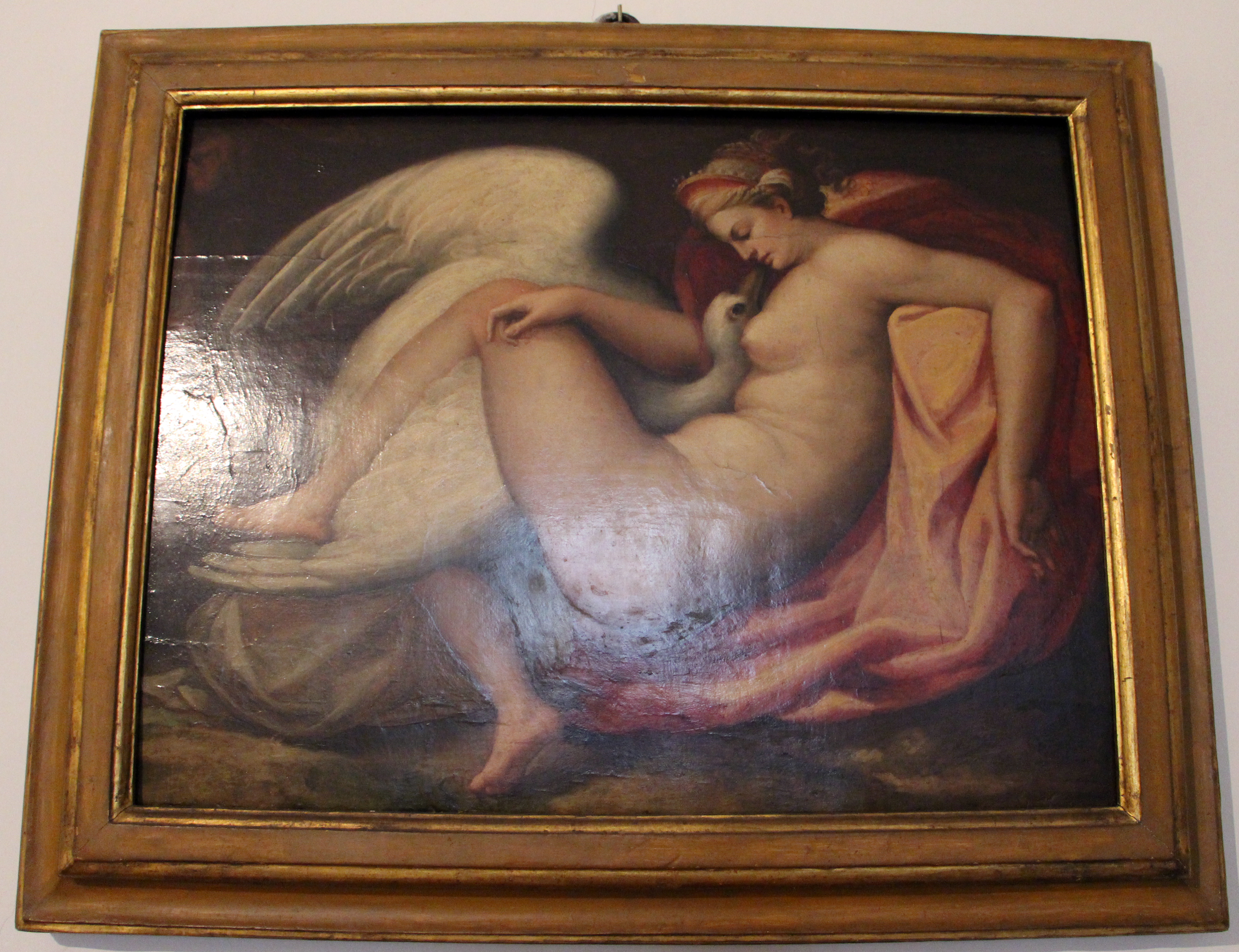
«Леда та лебідь». Франческо дель Бріна
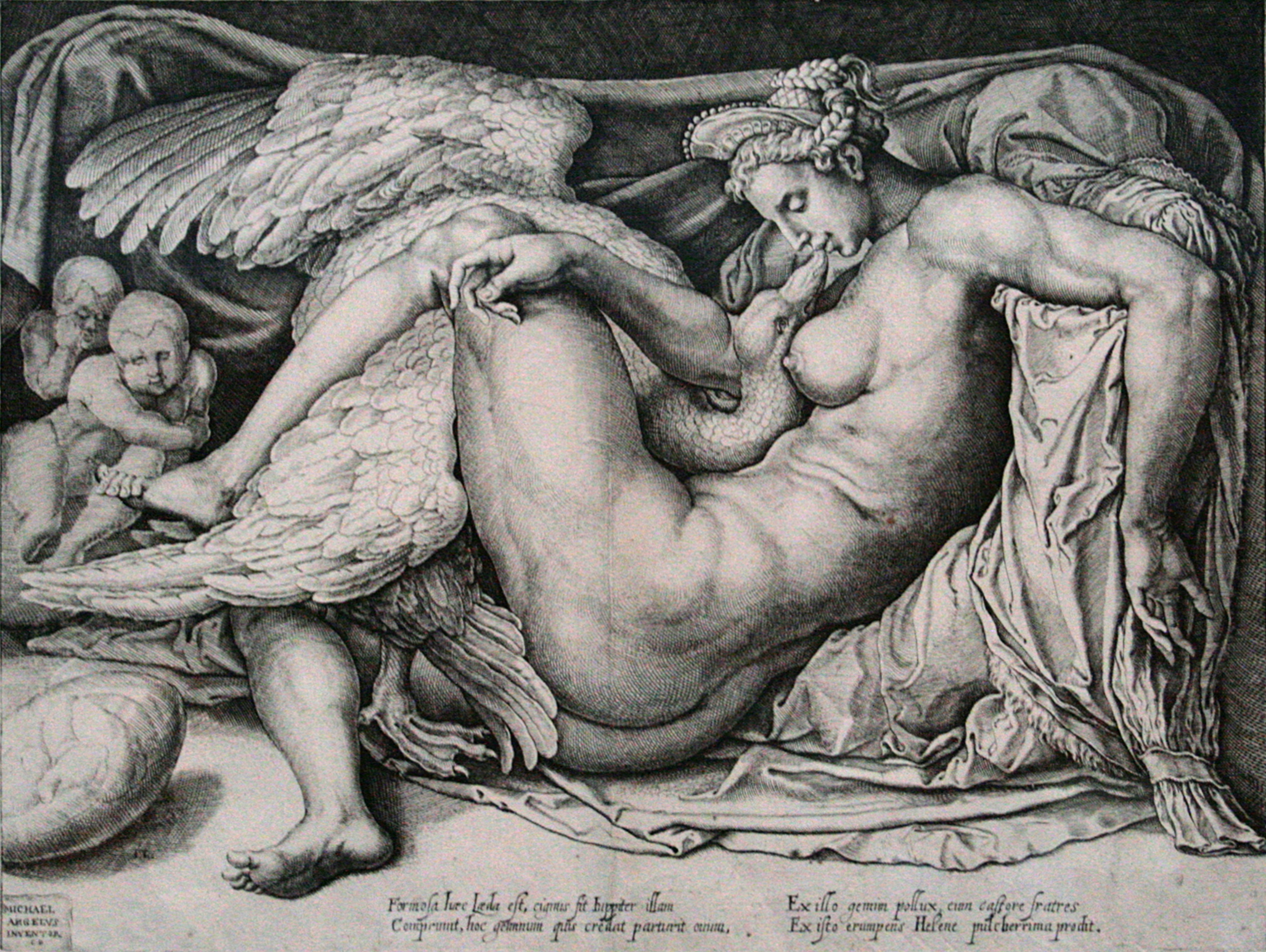
Гравюра «Леда та лебідь». Корнеліс Бос
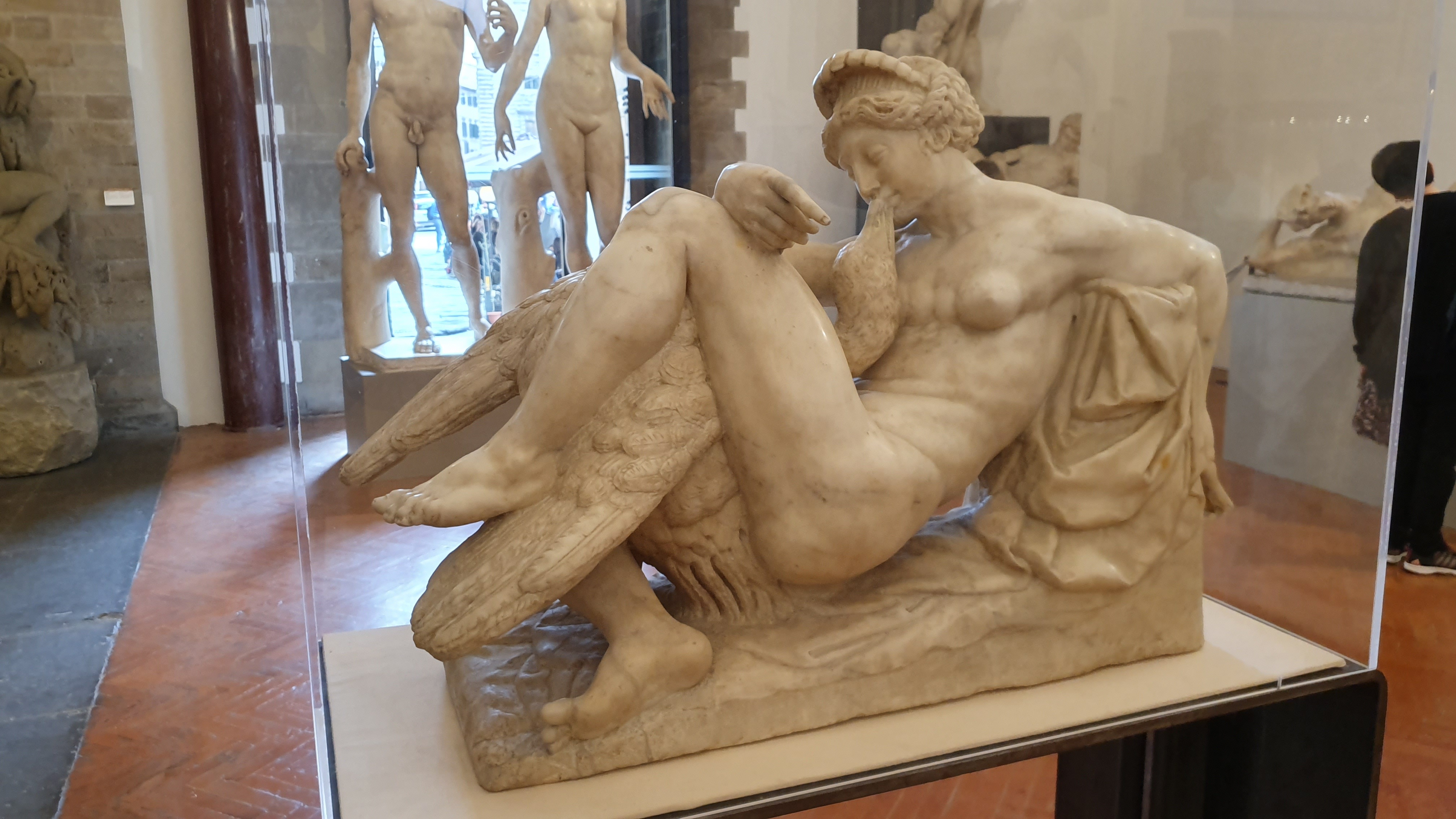
«Леда та лебідь». Бартоломео Амманаті

## Виноски
1. 1 2 3 4 5 6 7 8 9 10  Symonds, vol.1, 1925.
2. ↑  Michel-Ange, in Abrégé de la vie des peintres, Roger de Piles, 1699.(фр.)
3. ↑  John Pope-Hennessy, Il Cinquecento e il Barocco (1966), Feltrinelli, tomo I, p. 27, "precisamente a un sarcofago romano con una Leda, oggi scomparso, ma documentato da un disegno cinquecentesco"
4. ↑  Symonds, vol.1, 1925, с. 444: «(…) to seize the central point in the situation, and to accentuate its significance by the inexhaustible means at his command for giving plastic form to an idea»
5. ↑  National Gallery article on its copy.
6. ↑  Page on the site of the Casa Buonarroti. Процитовано 4 серпня 2017.
7. ↑  L'incisione di Beatrizet

## Для подальшого читання
- Ettore Camesasca, Michelangelo pittore, Rizzoli, Milano 1966. (італ.)